# Canabrava do Norte
Canabrava do Norte – miasto i gmina w Brazylii, w stanie Mato Grosso.